# Université de Kastamonu
L'université de Kastamonu (en turc : Kastamonu Üniveristesi) est une université publique située à Kastamonu, en Turquie.